# Telīs Tsigkīs
Telīs Tsigkīs (in greco: Τέλης Τσίγκης; 21 febbraio 1967) è un ex calciatore cipriota, di ruolo centrocampista.

## Carriera
Ha giocato la sua unica partita per la Nazionale cipriota nel 1992.